# Yvert & Tellier

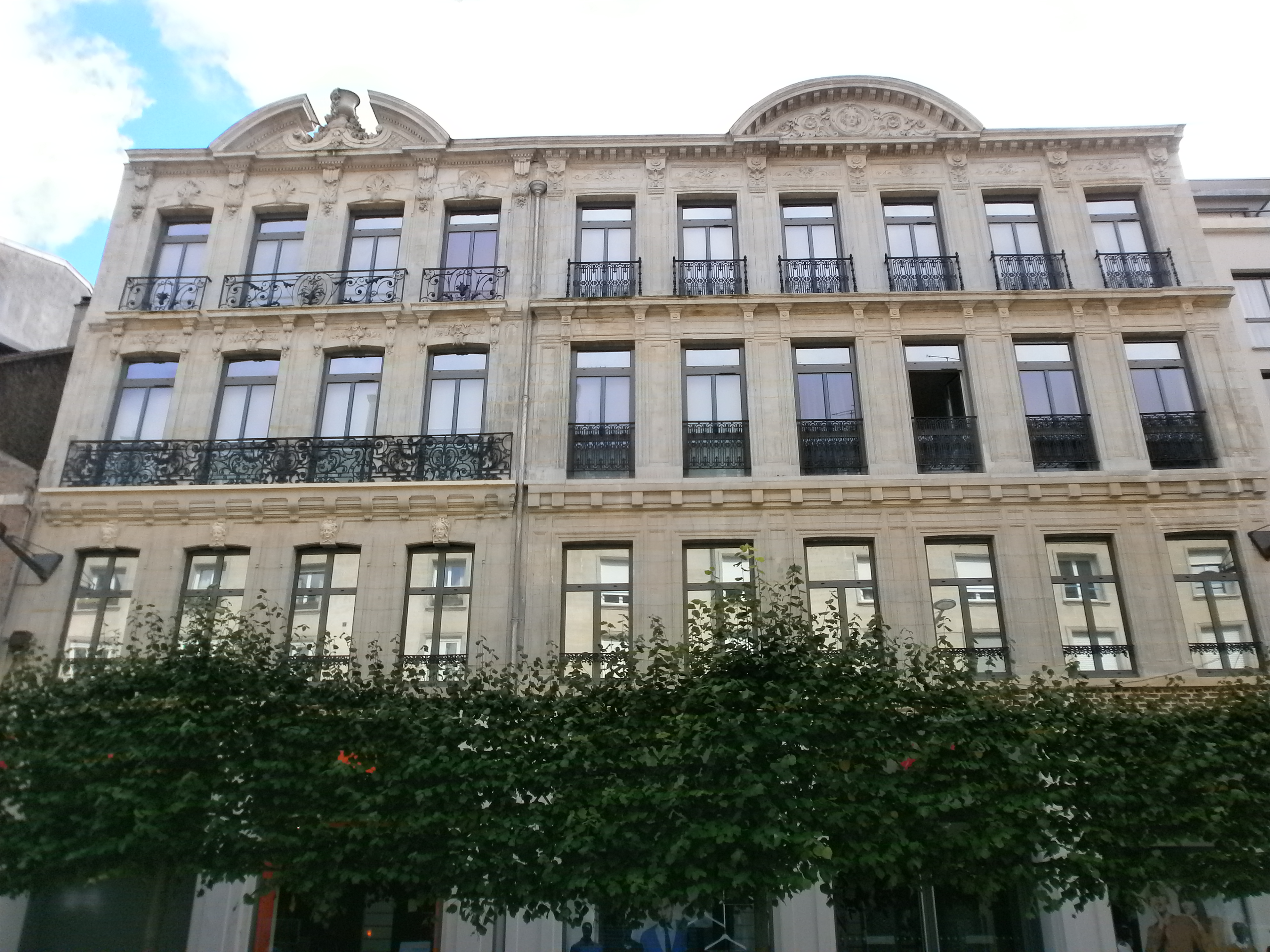
Predio sede da Yvert, 16-18-20 rue des Trois-Cailloux, Amiens.

Yvert & Tellier é uma empresa que negocia selos e editora do catálogo filatélico de mesmo nome na língua francesa. O catálogo publicado desde 1896, copila selos do mundo inteiro, sendo um dos mais importantes e reconhecido internacionalmente, ao lado do MICHEL-Briefmarken-Katalog publicado em alemão e do Stanley Gibbons Group editado na em inglês.
A empresa tem a sua sede na cidade de Amiens localizada a 120 km ao norte de Paris. Ocupa edifício  inscrito como Monument Historique e está indexado no banco de dados do património arquitectónico do Ministério da Cultura da França, sob a referência PA80000018.